# سیارک ۲۳۶۰۸
سیارک ۲۳۶۰۸ (به انگلیسی: 23608 Alpiapuane، نامگذاری:1996AC4)۲۳۶۰۸مین سیارک کشف شده‌است که در ۱۵ ژانویه ۱۹۹۶ کشف شد.